# Вулиця Некрасова (Мелітополь)
Вулиця Некрасова — вулиця в Мелітополі. Йде від вулиці Шевченка до вулиці Пушкіна.

## Назва
Вулиця названа на честь російського поета Миколи Олексійовича Некрасова.
Поруч знаходяться однойменні 1-й провулок Некрасова і 2-й провулок Некрасова.

## Історія
Перша відома згадка вулиці відноситься до 1923 року.